# プトラジャヤ
プトラジャヤ（Putrajaya）は、マレーシアの行政新首都として開発中の連邦直轄領。首都クアラルンプールの南方約25kmに位置する。人口はおよそ12万人（2022年推計）で、ほとんどが政府機関で働く職員とその家族である。
第4代首相マハティールの提唱により、1990年代半ばから開発が着手された。首都機能のプトラジャヤへの移転はあるものの、マレーシアの首都はクアラルンプールのままであり、国会もクアラルンプールにある。
市名のプトラジャヤは初代首相のトゥンク・アブドゥル・ラーマン（Tunku Abdul Rahman Putra）にちなんでいる。putraはサンスクリット語由来のマレー語で「王子」を意味し、jayaは「勝利」を意味している。なお、中国語では布城と表記される（読みはブーチェン）。

## 概要
1980年代、過密化が進むクアラルンプールから行政機構を移転させる構想が第4代首相のマハティールによって発表された。新しい首都はクアラルンプールとクアラルンプール国際空港の間に建設するのが望ましいと提案され、1990年代中期にスランゴール州との交渉に入った。その結果、連邦政府はスランゴール州から46km²の土地を購入した。
新首都はBandar raya Taman, Bandar raya Bestari（ガーデンシティ・インテリジェントシティ）をテーマに設計され、都市の38%を緑地として保存するように計画された。プトラジャヤの建設はマレーシア最大の国家プロジェクトとして、マレーシアの建設会社の手によって1995年8月に始まった。建設費は81億米ドルを見込んだ。1997年のアジア通貨危機によって工事は遅れ、1999年に首相官邸の機能の一部がプトラジャヤに移転を開始、2001年2月にはクアラルンプールとラブアンに次いでマレーシアで3番目の連邦直轄領となった。
2002年、KLIAトランジットという高速鉄道がセパン市のクアラ・ルンプール国際空港やクアラルンプールのクアラルンプール・セントラル駅とプトラジャヤとの間に完成した。計画されていたプトラジャヤ・モノレールは費用の面で建設が中止された。